# Philippe Combe
Philippe Combe, (né le 19 février 1960 à Gap, en France) est un joueur professionnel français de hockey sur glace devenu entraîneur.

## Carrière

### En tant que joueur
Philippe Combe débute lors de la saison 1977-1978 à tout juste 17 ans. À l'issue de la saison, il connait son premier titre de Champion de France. Il reste au total 19 saisons sous le maillot gapençais, connaissant la Division 1 lors de ses dernières années à la Blâche. Il remporte la Coupe des As en 1986 et le championnat de Division 1 lors de la saison 1995-1996.
De 1996 à 1998, il joue pour le club d'Aix-en-Provence en Division 3 puis en Division 2. Il termine sa carrière en 2000 avec les Boucaniers de Toulon. Il est aujourd'hui éducateur sportif à la ville de Gap.

### En tant qu'entraîneur
En 1989, il prend les commandes de l'équipe de Gap alors qu'il en est également joueur. À la fin de la saison, il est remplacé par Daniel Galland. Il est de nouveau entraîneur entre 1992 et 1995 et entre 2001 et 2003, une fois sa carrière de joueur terminée. Durant l'automne 2003, il est brièvement nommé entraîneur des Diables Rouges de Briançon en remplacement de Juha Jokiharju avant qu'Antoine Lucien Basile ne le remplace en cours de saison.

## Statistiques
| Saison    | Équipe          | Ligue        |    | Saison régulière | Saison régulière | Saison régulière | Saison régulière | Saison régulière |    | Séries éliminatoires | Séries éliminatoires | Séries éliminatoires | Séries éliminatoires | Séries éliminatoires |
| Saison    | Équipe          | Ligue        | PJ | B                | A                | Pts              | Pun              | PJ               | B  | A                    | Pts                  | Pun                  |                      |                      |
| 1977-1978 | Gap Hockey Club | Ligue Magnus | -- | --               | --               | --               | --               | --               | -- | --                   | --                   | --                   |                      |                      |
| 1978-1979 | Gap             | Ligue Magnus | -- | 12               | 6                | 18               | --               | --               | -- | --                   | --                   | --                   |                      |                      |
| 1979-1980 | Gap             | Ligue Magnus | -- | 15               | 9                | 24               | --               | --               | -- | --                   | --                   | --                   |                      |                      |
| 1980-1981 | Gap             | Ligue Magnus | 18 | 12               | 2                | 14               | --               | --               | -- | --                   | --                   | --                   |                      |                      |
| 1981-1982 | Gap             | Ligue Magnus | 17 | 4                | 3                | 7                | --               | 14               | 5  | 8                    | 13                   | --                   |                      |                      |
| 1982-1983 | Gap             | Ligue Magnus | 22 | 7                | 12               | 19               | --               | 14               | 8  | 0                    | 8                    | --                   |                      |                      |
| 1983-1984 | Gap             | Ligue Magnus | 22 | 6                | 0                | 6                | --               | 14               | 6  | 0                    | 6                    | --                   |                      |                      |
| 1984-1985 | Gap             | Ligue Magnus | 22 | 10               | 0                | 10               | --               | 10               | 4  | 0                    | 4                    | --                   |                      |                      |
| 1985-1986 | Gap             | Ligue Magnus | 21 | 11               | 0                | 11               | --               | 10               | 5  | 0                    | 5                    | --                   |                      |                      |
| 1986-1987 | Gap             | Ligue Magnus | 32 | 10               | 14               | 24               | --               | --               | -- | --                   | --                   | --                   |                      |                      |
| 1987-1988 | Gap             | Ligue Magnus | 31 | 4                | 8                | 12               | 38               | --               | -- | --                   | --                   | --                   |                      |                      |
| 1988-1989 | Gap             | Ligue Magnus | 29 | 9                | 12               | 21               | 17               | --               | -- | --                   | --                   | --                   |                      |                      |
| 1989-1990 | Gap             | Division 1   | 24 | 16               | 23               | 39               | 55               | --               | -- | --                   | --                   | --                   |                      |                      |
| 1990-1991 | Gap             | Division 1   | 28 | 29               | 24               | 53               | 28               | --               | -- | --                   | --                   | --                   |                      |                      |
| 1991-1992 | Gap             | Division 1   | 21 | 12               | 22               | 34               | 48               | --               | -- | --                   | --                   | --                   |                      |                      |
| 1992-1993 | Gap             | Division 1   | 23 | 14               | 13               | 27               | 51               | --               | -- | --                   | --                   | --                   |                      |                      |
| 1993-1994 | Gap             | Ligue Magnus | 26 | 9                | 9                | 18               | 26               | --               | -- | --                   | --                   | --                   |                      |                      |
| 1994-1995 | Gap             | Division 1   | 28 | 6                | 16               | 22               | 36               | --               | -- | --                   | --                   | --                   |                      |                      |
| 1995-1996 | Gap             | Division 1   | 27 | 8                | 17               | 25               | 36               | --               | -- | --                   | --                   | --                   |                      |                      |
| 1996-1997 | Aix-en-Provence | Division 3   | -- | --               | --               | --               | --               | --               | -- | --                   | --                   | --                   |                      |                      |
| 1997-1998 | Aix-en-Provence | Division 2   | -- | --               | --               | --               | --               | --               | -- | --                   | --                   | --                   |                      |                      |
| 1998-1999 | Toulon          | Division 3   | -- | --               | --               | --               | --               | --               | -- | --                   | --                   | --                   |                      |                      |
| 1999-2000 | Toulon          | Division 2   | -- | --               | --               | --               | --               | --               | -- | --                   | --                   | --                   |                      |                      |

## Palmarès
- Ligue Magnus
  - Champion en 1978
- Coupe des As
  - Vainqueur en 1986
- Division 1
  - Champion en 1996